# Christian Lassère
Pour les articles homonymes, voir Lassère.
Pas d'image ? Cliquez ici

a Compétitions nationales et continentales officielles uniquement.

Christian Lassère, né le 18 avril 1935 à Lesperon et mort le 25 décembre 2023 à Morcenx-la-Nouvelle, est un joueur français de rugby à XV qui évolue au poste de pilier. Il effectue la majeure partie de sa carrière au sein du club de l'US Dax.

## Biographie
Christian Lassère, pratiquant le rugby à XV dès ses années scolaires, acquiert son surnom Pachy du nom d'une des tactiques apprises au lycée Borda de Dax.
Il joue de 1953 à 1967 au sein de l'US Dax. Il est l'un des deux seuls joueurs, avec Pierre Albaladejo, à avoir participé à quatre des cinq finales du club dacquois, ; il remporte néanmoins le challenge Yves du Manoir à deux reprises.
Il rejoint plus tard le club landais de Club amical morcenais,, dans sa ville d'origine.
Il pratique également le rallye-raid de 1980 à 2005, ayant pris part entre autres à dix-sept reprises au Rallye Dakar. Il arrête cette activité le 5 janvier 2005, à la suite d'un sérieux accident lors de l'épreuve du Rallye Dakar 2005.
Lassère meurt le 25 décembre 2023 à Morcenx-la-Nouvelle, à l'âge de 88 ans,.

## Palmarès
- Championnat de France :
  - Vice-champion (4) : 1956, 1961, 1963 et 1966 avec l'US Dax.
- Challenge Yves du Manoir :
  - Vainqueur (2) : 1957 et 1959 avec l'US Dax.